# Aeroportul Ine
Aeroportul Ine (IATA: IMI, FAA LID: N20) este un aeroport din Insulele Marshall ce deservește zona Arno Atoll⁠(d).
Situat la o altitudine de 1 m, aeroportul dispune de o singură pistă.